# Grace Kwiyucwiny
Grace Freedom Kwiyucwiny, cũng là Grace Kwiyucwiny, là một chính trị gia người Uganda. Bà là Bộ trưởng Nhà nước cho miền Bắc Uganda trong Nội các nước này. Bà được bổ nhiệm vào vị trí đó vào ngày 6 tháng 6 năm 2016. Kwiyucwiny cũng phục vụ như là thành viên của Quốc hội được bầu đại diện cho Quốc hội Phụ nữ quận Zombo.

## Bối cảnh và giáo dục
Kwiyucwiny sinh ra ở quận Zombo, tiểu vùng West Nile, thuộc khu vực phía Bắc của Uganda. Bà đã học tại Trường tiểu học Lower Zombo và Trường nữ sinh Warr để theo học trình độ O, trước khi chuyển sang Trường nữ sinh Tororo để theo học giáo dục trình độ A. Kwiyucwiny học tại Đại học Makerere, tốt nghiệp Cử nhân Nghệ thuật Khoa học Xã hội, Bằng Cao học Quản lý và Thạc sĩ Quản trị Kinh doanh.

## Sự nghiệp
Kwiyucwiny là một nhà lãnh đạo cộng đồng tích cực trong khu vực của mình, đặc biệt là phụ nữ. Trước đây bà từng là chủ tịch của cộng đồng phụ nữ Nebbi. Kwiyucwiny đã tham gia ứng cử cho ghế phụ nữ Nebbi trước quốc hội và đã thua cuộc. Bà đã ứng cử lại ở quận Zombo, sau khi hai quận chia tách và bà đã giành chiến thắng vào năm 2011. Kwiyucwiny được bầu lại vào năm 2016 và là đại diện phụ nữ đương nhiệm, được bầu trong Quốc hội Uganda tại Quận Zombo, kể từ năm 2011. Bà là Thành viên Quốc hội Phụ nữ đầu tiên mà Quận Zombo bầu, vì nó được tách ra khỏi Quận Nebbi năm 2009. Vào ngày 6 tháng 6 năm 2016, Kwiyucwiny được bổ nhiệm làm Bộ trưởng Nhà nước cho miền Bắc Uganda.

## Nhiệm vụ
Một trong những nhiệm vụ mà Kwiyucwiny được giao làm Bộ trưởng Nhà nước cho miền Bắc Uganda, là lựa chọn của bà vào Ủy ban điều tra vụ cướp, được cho xảy ra tại rừng Zoka ở quận Adjumani. Nhóm bốn người, được Thủ tướng Ruhakana Rugunda lựa chọn, và được chủ trì bởi Mary Karooro Okurut, Bộ trưởng Nội các cho các Tổng cục trong Văn phòng Thủ tướng. Các thành viên khác là Betty Amongi, Bộ trưởng Bộ Đất đai, Phát triển Nhà và Đô thị và Sam Cheptoris, Bộ trưởng Bộ Nước và Môi trường.